# 1240년

## 연호
- 남송(南宋) 가희(嘉熙) 4년
- 일본(日本) 엔오(延応) 2년 / 닌지(仁治) 원년
- 쩐 왕조(陳朝) 티엔응찐빈(天應政平) 9년

## 기년
- 남송(南宋) 이종(理宗) 16년
- 고려(高麗) 고종(高宗) 27년
- 몽골 오고타이 칸 12년
- 쩐 왕조(陳朝) 태종(太宗) 16년

## 사건

#### 유럽
- 5월 24일 – 노르웨이 왕좌를 노린 스쿨레 공작이 호콘 4세와 그의 지지자들에게 패배했다. 그는 트론헤임의 수도원으로 피신했지만 호콘 4세가 수도원을 통째로 불태워 공작도 불타 죽는다. 호콘은 노르웨이의 유일한 군주가 되었고 110년간의 노르웨이 내전 기간을 끝낸다.
- 7월 15일 – 네바 전투: 토마스 주교가 이끄는 스웨덴군이 롱보트를 이용해 핀란드만 안으로 들어갔다. 그는 네바강으로 들어가 라도가 호수를 확보해 노브고로드를 공격하고자 했다. 알렉산더 왕자는 그의 드루지나(druzhina, 서유럽의 가병과 유사한 존재)를 결집해 스웨덴군을 패퇴시켰다. 결과적으로 알렉산더 왕자는 19세에 첫번째 군사적 승리를 거두었고 네브스키 칭호를 얻었다.
- 8월 – 파엔차 공성전: 프리드리히 2세가 구엘프와 기벨린 전쟁중 파엔차를 공성한다. 프리드리히는 또한 피사와 동맹을 맺어 교황령에 대한 공세를강화한다.
- 겨울 – 알렉산더 네브스키가 서방과의 교역에 대한 건으로 키예프의 귀족들과 노브고로드의 상인들과 갈등을 빚었다. 그는 모친, 아내, 그리고 그의 드루지나와 함께 당시 서쪽 국경의 작은 도시였던 모스크바 인근으로 추방된다.
- 레콩키스타: 국왕 산초 2세가 무라비트 왕조의 도시인 아야몬테를 정복한다.

#### 아프리카
- 여름 – 앗 살리흐 아이유브가 그의 이복동생인 알 아딜 2세를 제거하고 이집트의 지배자가 된다. 아이유브 왕조의 다른 일원들은 앗 살리흐 아이유브를 제거하고 그의 삼촌인 앗 살리흐 이스마일을 옹립하고자 한다. 그의 치세에 앗 살리흐 아이유브는 많은 수의 킵차크 노예들을 구매하는데 이들 은 이집트군의 정예군 '맘루크'를 형성한다.

#### 레반트
- 10월 10일– 국왕 헨리 3세의 형제인 콘월의 리처드가 예루살렘 순례를 위해 아코에 도착한다. 그의 순례는 매제인 프리드리히 2세의 허가를 받아 진행되었으며 종교 기사단과 회담을 가지라 명한다. 리처드는 아스칼론으로 이동해 앗 살리흐 아이유브의 사절과 회담을 가져 가자의 포로(1239년 참조)들을 해방했으며 아스칼론의 성채 건설을 보조한다.

#### 몽골 제국
- 겨울 – 바투 칸 휘하의 몽골군이 얼어붙은 드네이프르 강을 도하해 키예프를 공성한다. 12월 6일, 성벽이 중국제 투석기에 의해 부서지고 몽골 군세가 도시내로 진입한다. 거리에서 백병전이 벌어지고 키예프들은 점차 도시의 중앙부로 후퇴한다. 많은 이들이 성 마리아 교회에 피신한다. 키예프인들이 몽골군의 화살을 피해 교회의 발코니로 올라가자 무게로 인해 지붕이 무너져 수많은 이들 압사된다. 50,000명의 거주민중 2000명을 제외한 모든 이들이 학살된다.

### 주제별

#### 종교
- 6월 12일 – 파리 신학논쟁이 국왕 루이 9세의 궁정에서 개시된다. 니콜라스 도닌이 탈무드가 이단이라 주장하는 것에 대항해 4명의 랍비들이 변호한다.
- 교황 그레고리 9세가 키예프 루스가 몽골 침입에 대응하는데 급급하자 노브고로드에 대한 십자군을 승인한다.

## 탄생
- 교황 베네딕토 11세, 194대 로마 교황.
- 도종, 남송의 황제.
- 발리앙 이벨린, 키프로스의 귀족.
- 콘라드 1세, 독일의 귀족, 섭정.
- 망누스 3세, 스웨덴의 국왕.
- 페로 3세, 아라곤과 발렌시아의 국왕

## 사망
- 7월 24일 - 콘라드, 튜턴 기사단 그랜드마스터
- 8월 31일 - 레이먼드 노나투스, 스페인 출신 추기경
- 12월 6일 - 콘스탄스, 보헤미아 여완
- 게르마누스 2세, 콘스탄티노플 총대주교